# Бадалян, Шакар Антонович
Шакар Антонович Бадалян (азерб. Şəkər Antonoviç Badalyan, арм. Շաքար Անտոնի Բադալյան; 1888, Елизаветпольский уезд — ?) — советский азербайджанский виноградарь, Герой Социалистического Труда (1950).

## Биография
Родился в 1888 году в селе Алабашлы Елизаветпольского уезда Елизаветпольской губернии (ныне Самухский район Азербайджана).
Участник Великой Отечественной войны.
Трудился рабочим, звеньевым виноградарского совхоза «Азербайджан» Ханларского района. В 1949 году получил урожай винограда 240,6 центнера с гектара на площади 3,4 гектара.
Позже пенсионер союзного значения.
Указом Президиума Верховного Совета СССР от 4 сентября 1950 года за получение высоких урожаев винограда на поливных виноградниках в 1949 году Бадаляну Шакару Антоновичу присвоено звание Героя Социалистического Труда с вручением ордена Ленина и золотой медали «Серп и Молот».